# Серсале
Серса̀ле (на италиански: Sersale) е малко градче и община в Южна Италия, провинция Катандзаро, регион Калабрия. Разположено е на 740 m надморска височина. Населението на общината е 4797 души (към 2012 г.).